# Girafe du Kordofan
Giraffa camelopardalis antiquorum · Girafe du Soudan, Girafe d'Afrique de l'Ouest
Sous-espèce
Répartition géographique
Statut de conservation UICN

 CR  : 
En danger critique
La Girafe du Kordofan, girafe d'Afrique de l'Ouest ou girafe du Soudan (Giraffa camelopardalis antiquorum) est une sous-espèce de la girafe du Nord (Giraffa camelopardalis) que l'on trouve dans l'ouest du Soudan, le nord du Cameroun, le sud du Tchad en République centrafricaine et en République démocratique du Congo. Elle a souvent été confondue avec la Girafe du Niger (Giraffa camelopardalis peralta). Son nom vient du Kordofan, une ancienne province du Soudan.
Sa population a chuté de 85 % entre 1985 et 2015.
Classée « en danger critique d'extinction » par l'Union internationale pour la conservation de la nature, début 2018 il n'en reste qu'environ 1 400 individus dans la nature.

## Classification
Selon l'UICN, qui ne reconnaît qu'une seule espèce de girafe, la girafe du Kordofan est une sous-espèce de Giraffa camelopardalis.
D'un autre côté, des études ont montré des différences génétiques entre les différents groupes de girafes présentes en Afrique. Aujourd'hui il est couramment admis qu'il existe 4 espèces différentes notamment la girafe du Nord dont fait partie la girafe du Kordofan (antiquorum).

## Conservation et menaces
Tout au long de son aire de répartition, la Girafe du Kordofan est menacée par la croissance de la population humaine et la destruction de son habitat par le développement agricole qui en découle, mais le braconnage est aussi une menace, de même que les conflits armés qui subsistent dans ces régions. En outre, les populations sauvages sont relativement isolées. Il reste environ mille quatre cents individus dans la nature en janvier 2018.
En 2012, plus d'un millier d'individus — soit 1⁄3 de la population totale et 2⁄3 de la population sauvage — se situe dans le Parc national de Zakouma au sud du Tchad. Au Cameroun, leur nombre est inférieur à six cent cinquante ; elles sont surtout concentrés dans le Parc national de Waza. Il y en a moins de cent cinquante en République centrafricaine, principalement dans le Parc national de Bamingui-Bangoran. Enfin, elle est au bord de l'extinction en République démocratique du Congo : en 2016, il n'en reste que trente-huit dans le Parc national de la Garamba,,,.
De nombreuses girafes de cette sous-espèce sont présentées dans les parcs zoologiques ; la plupart de la population captive européenne se situe en France. Ainsi, le Parc zoologique de Paris, le Bioparc de Doué-la-Fontaine, le Jardin zoologique de Lyon, le Zoo de La Flèche et le Parc zoologique de Champrepus, entre autres, en intègrent à leur collection ; elle est aussi présentée en Belgique, à Planckendael,,.

Girafes du Kordofan en captivité
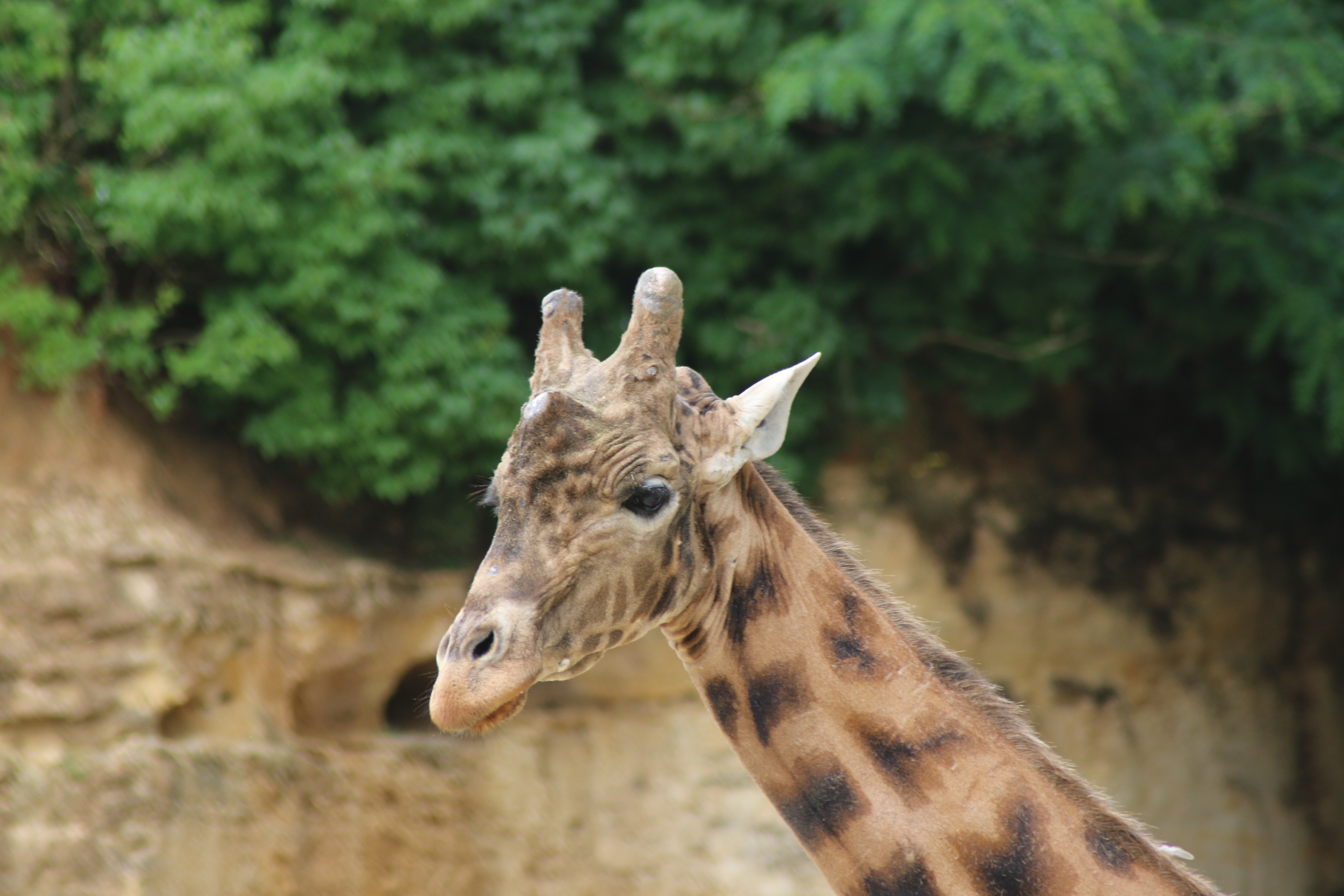
Au Bioparc de Doué-la-Fontaine.
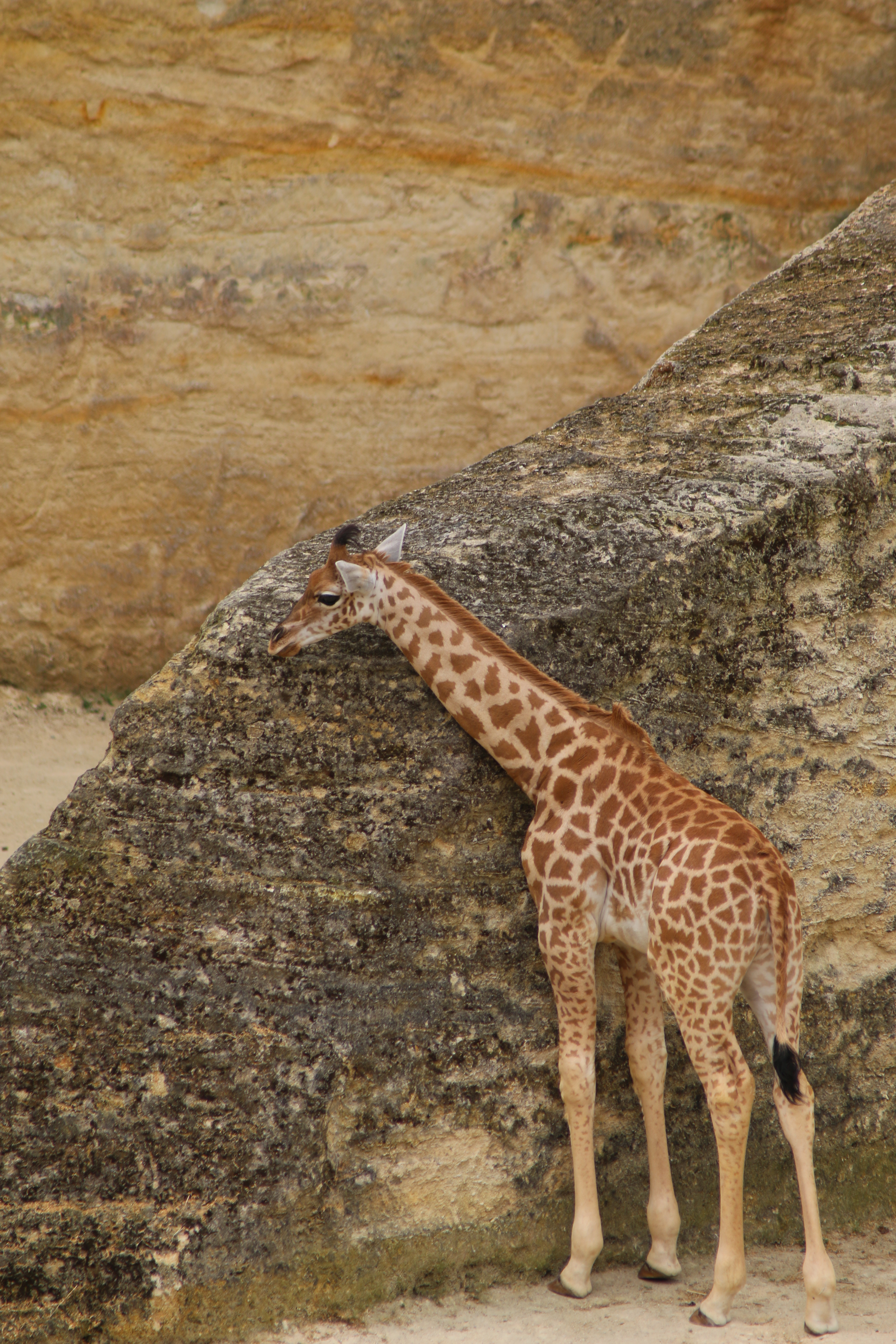
Au Bioparc de Doué-la-Fontaine.
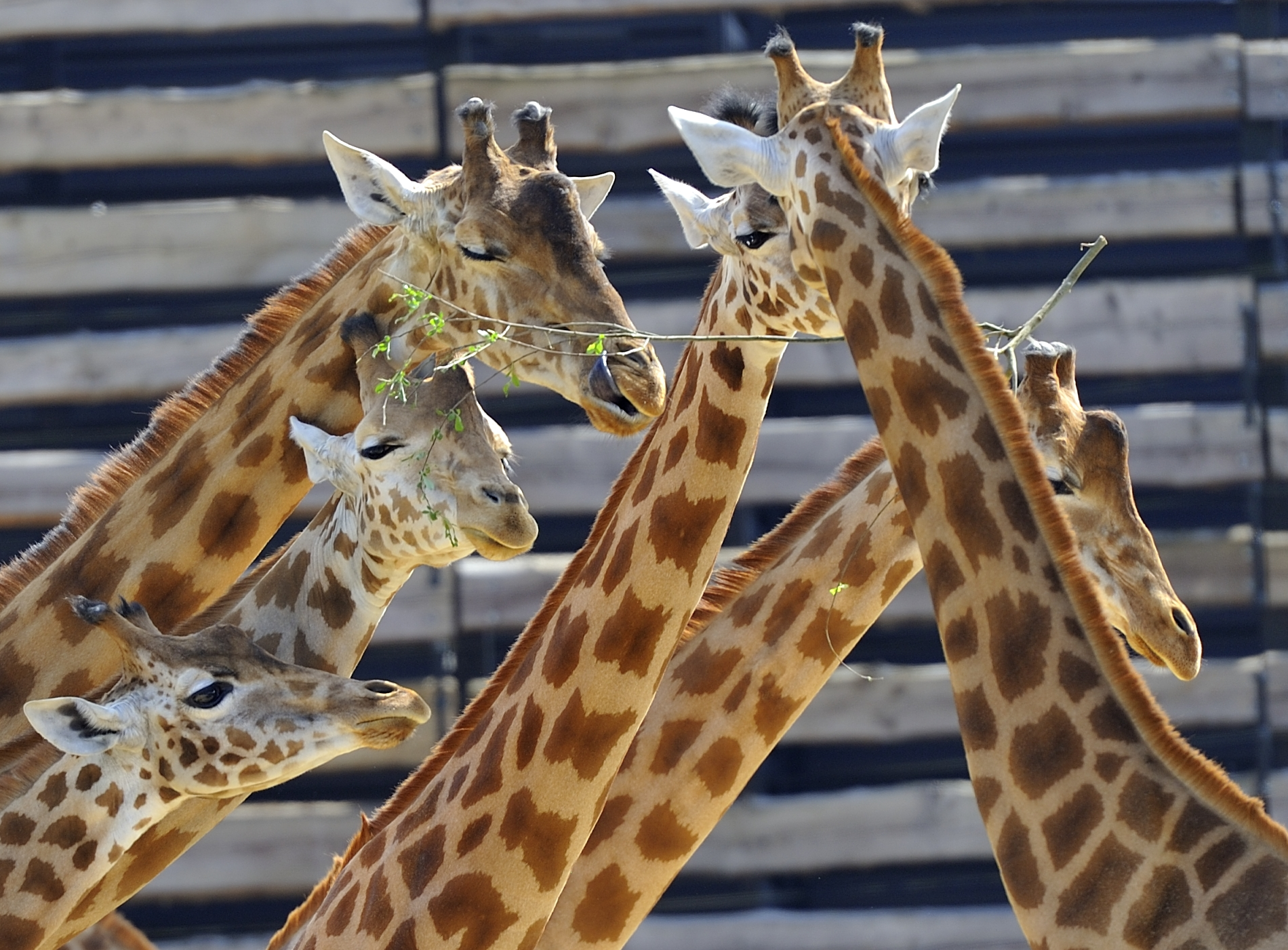
Au Parc Zoologique de Paris.
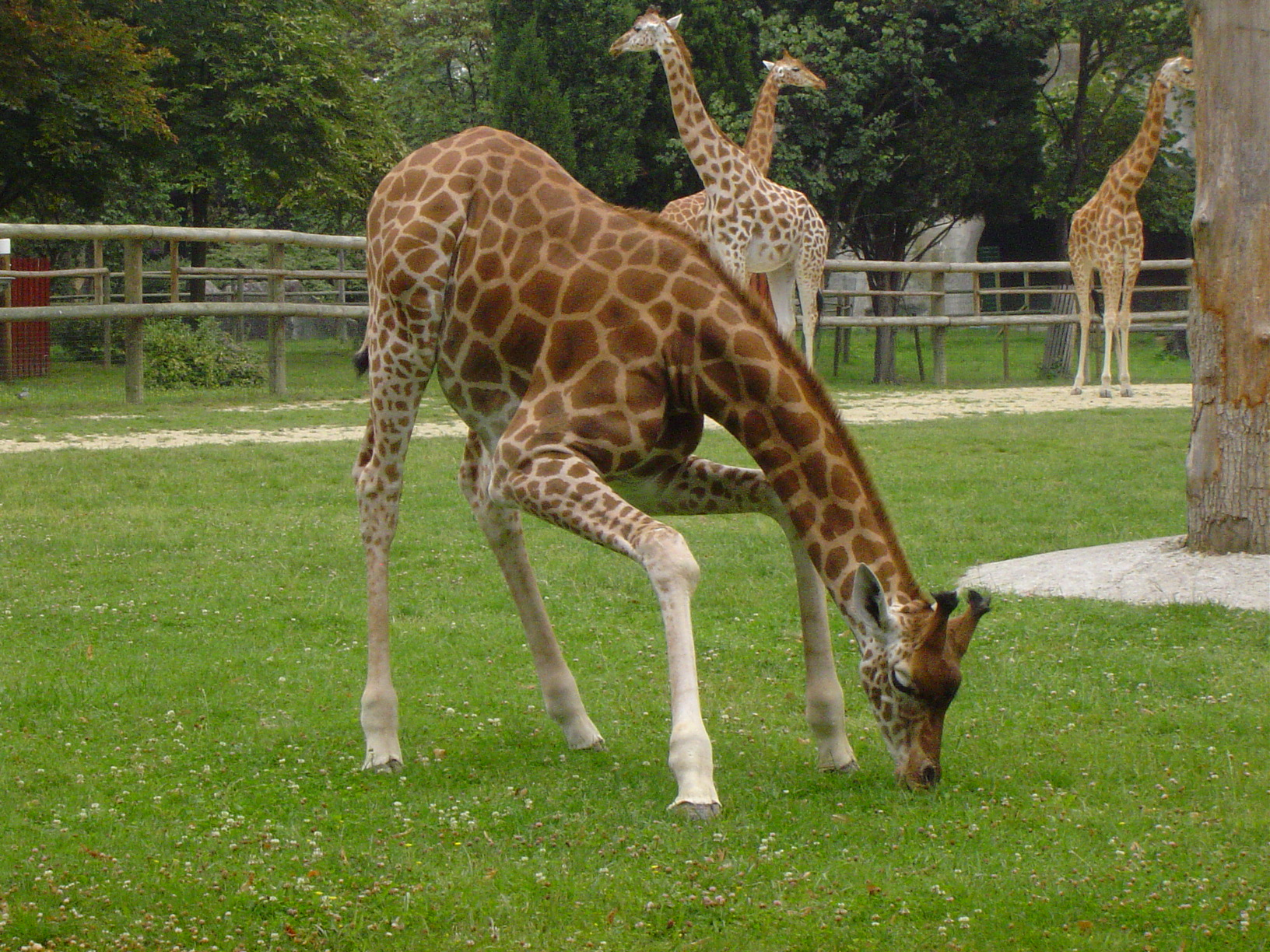
Au Parc Zoologique de Paris.
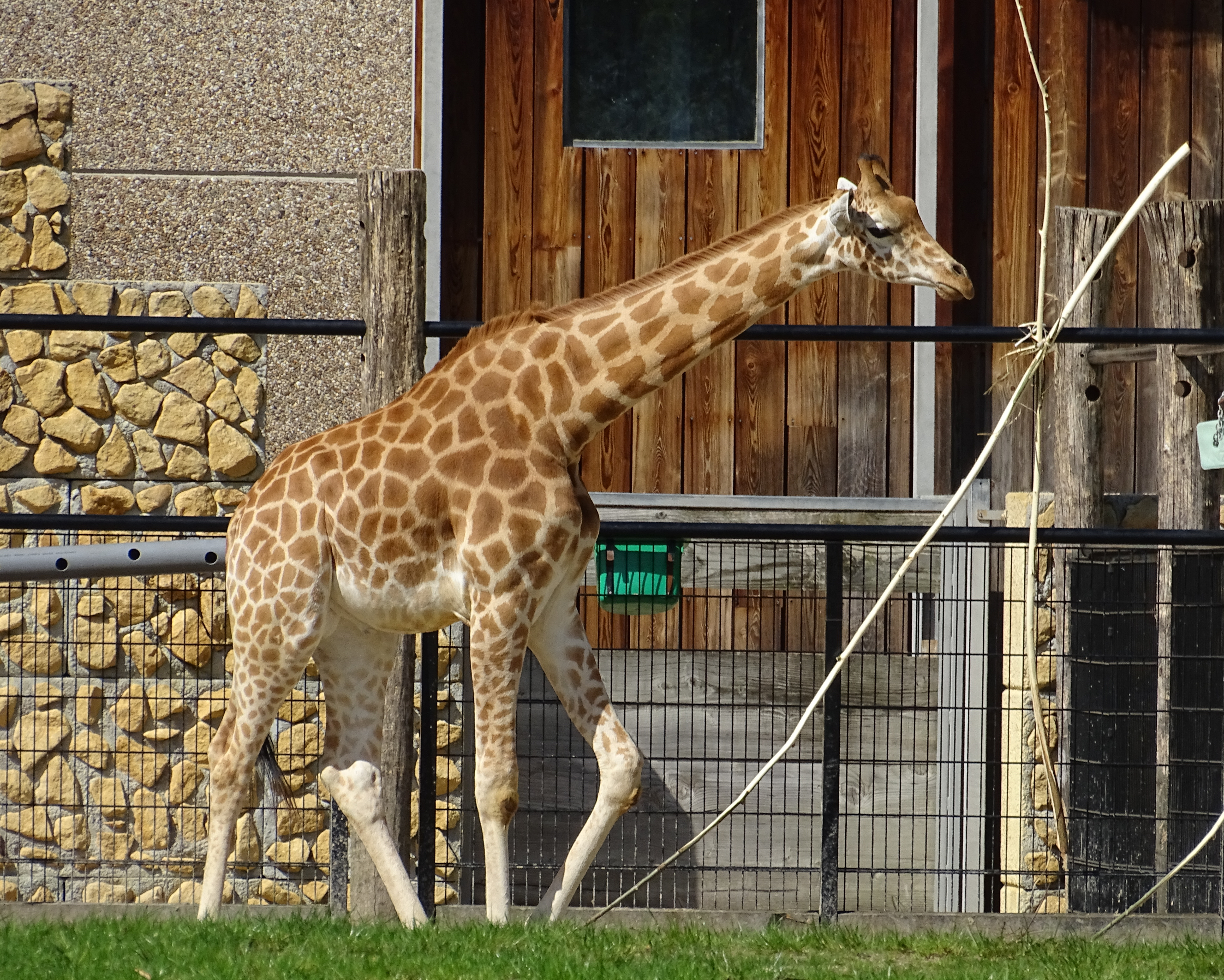
À Planckendael.
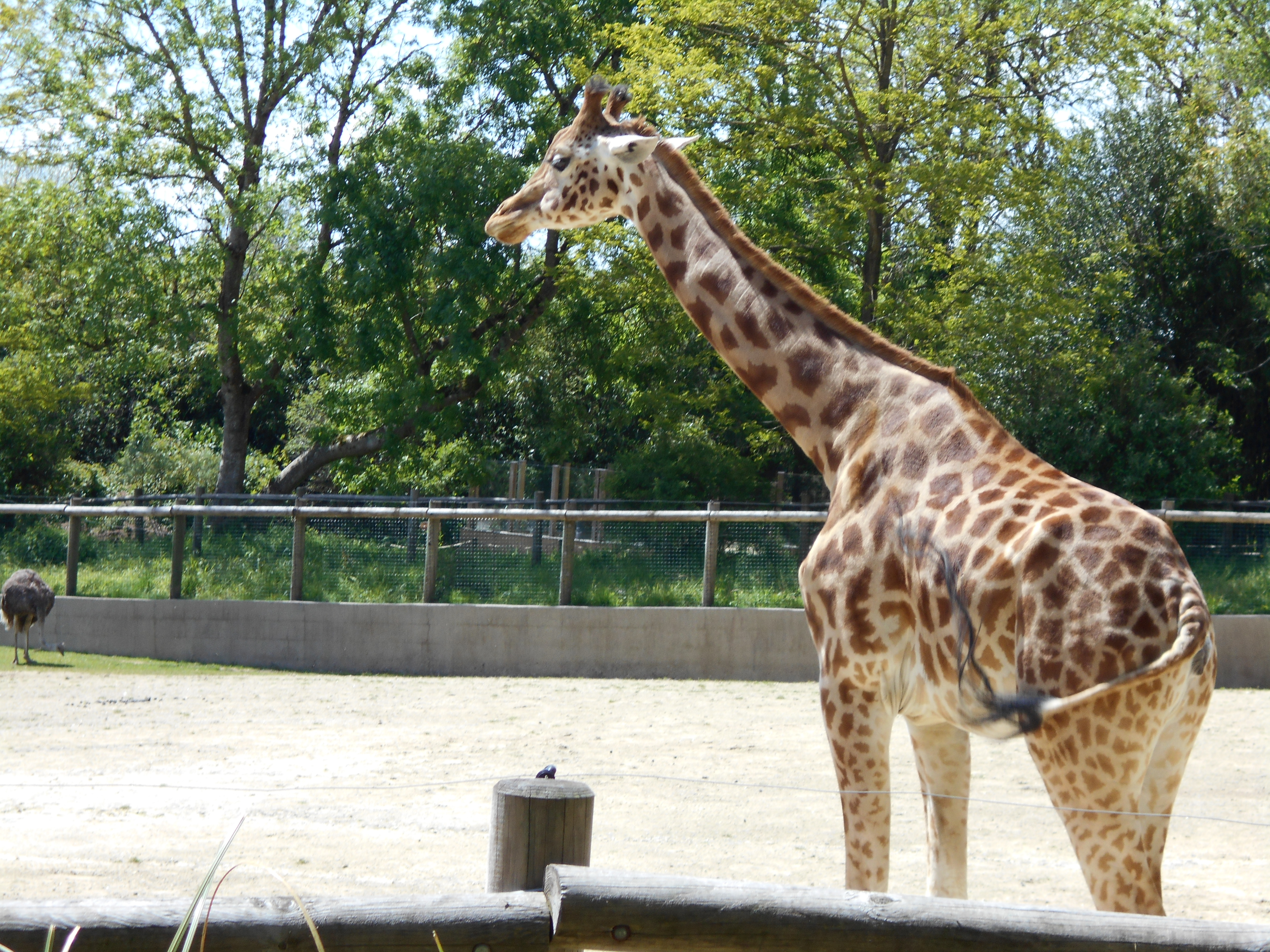
Au zoo de Champrepus.